# Ciferrioxyphium chaetomorphum
Ciferrioxyphium chaetomorphum är en svampart som först beskrevs av Speg., och fick sitt nu gällande namn av S. Hughes 1976. Ciferrioxyphium chaetomorphum ingår i släktet Ciferrioxyphium och familjen Capnodiaceae.   Inga underarter finns listade i Catalogue of Life.